# Brandy Alexander

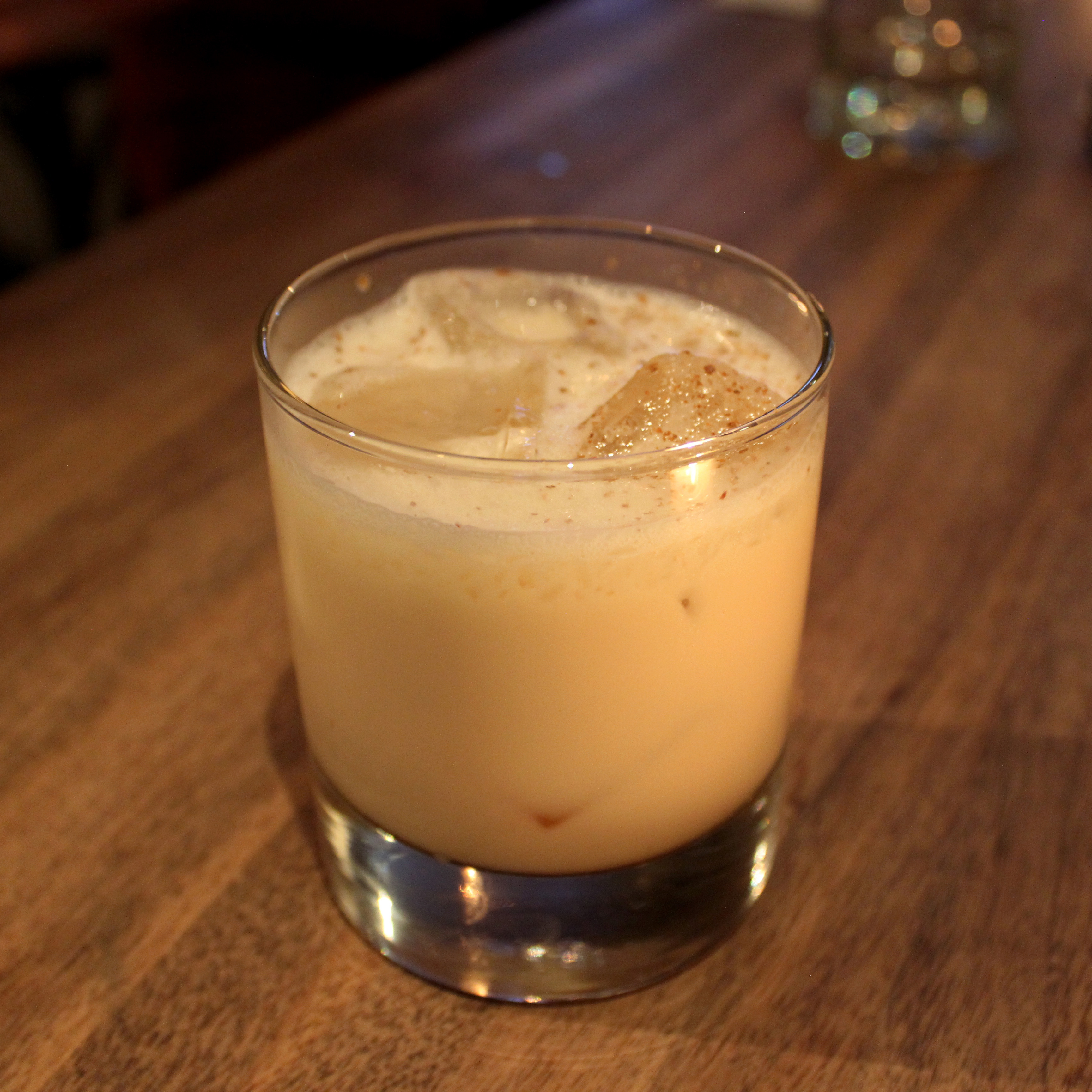
Brandy Alexander

Brandy Alexander – jeden z najsłynniejszych koktajli. 
Alexander może być podany na zakończenie uroczystego obiadu, do kawy jako kremowy digestif lub też koktajlowym party jako pierwszy drink, aby zawarta w nim śmietana chroniła żołądek przed kolejnymi dawkami alkoholu. Oryginalna formuła przewidywała raczej gin niż brandy, a także słodką śmietanę, ale podany niżej przepis jest podobno najlepszy ze wszystkich wariantów.
Sposób przygotowania:
- 1 miarka/1,5 łyżki koniaku
- 1 miarka/1,5 łyżki brązowego creme de cacao
- 1 miarka/1,5 łyżki gęstej śmietany

Wymieszać energicznie składniki w shakerze z lodem i przecedzić do kieliszka koktajlowego. Utrzeć trochę gałki muszkatołowej nad drinkiem lub posypać mieloną. Gałkę można zastąpić gorzką czekoladą.